# Зимбах-ам-Инн
Зимбах-ам-Инн (нем. Simbach am Inn) — город и городская община в Германии, в Республике Бавария.
Община расположена в правительственном округе Нижняя Бавария в районе Ротталь-Инн.  Население составляет 9721 человек (на 31 декабря 2010 года). Занимает площадь 47,33 км². Официальный код  —  09 2 77 145.
Городская община подразделяется на 4 городских района.

## Население
По оценке на 31 декабря 2015 года население общины Зимбах-ам-Инн составляет 9933 чел. 

| Дата      | 1840 | 1871 | 1900 | 1925 | 1939 | 1950  | 1961 | 1970 | 1987 | 2011 |
| --------- | ---- | ---- | ---- | ---- | ---- | ----- | ---- | ---- | ---- | ---- |
| Население | 2682 | 4161 | 5592 | 6509 | 7005 | 10249 | 9245 | 9307 | 8697 | 9579 |

| Год       | 1960 | 1970 | 1980 | 1990 | 2000  | 2009 | 2010 | 2011 | 2012 | 2013 | 2014 | 2015 |
| --------- | ---- | ---- | ---- | ---- | ----- | ---- | ---- | ---- | ---- | ---- | ---- | ---- |
| Население | 9104 | 9413 | 9203 | 9127 | 10046 | 9791 | 9721 | 9623 | 9571 | 9649 | 9691 | 9933 |